# まじっく快斗
『まじっく快斗』（まじっくかいと）は、青山剛昌による日本の漫画。『週刊少年サンデー』1987年26号に初登場。その後、同年の週刊少年サンデー11月増刊号より連載化された。翌1988年8月号まで連載していたが、『週刊少年サンデー』で『YAIBA』の連載が決まったため中断。以降は不定期掲載を続けており、2024年現在も未完のままである。
『名探偵コナン』・『YAIBA』執筆中も『週刊少年サンデー増刊号』や『週刊少年サンデー』に、不定期の短期集中連載形式で掲載されている。不定期連載ではあるが、『週刊少年サンデー』史上最も連載期間が長い作品である。
関連作品の『名探偵コナン』には劇場版も含め本作の主人公やその他の登場人物がゲストではなく登場し、また『コナン』収録話の伏線となる話が存在することなどから、切っても切れない関係である。

## あらすじ
マジック好きの高校生・黒羽快斗はある日、自室に隠し扉があることを発見する。それは、8年前にマジックショーの最中に事故死した世界的マジシャンの父・黒羽盗一が仕掛けた最後のマジックだった。そこにあったのは世界的な大泥棒・怪盗キッドの衣装。キッドは8年前から姿を消していたが、最近になって復活していた。快斗は衣装を纏い、キッドに会いに行った。そこで出会ったのはかつて父の付き人をしていた、寺井黄之助だった。快斗は父が怪盗キッドであり、事故死ではなく殺されたのだと知らされる。快斗は父を殺した人物を探すべく、自らが怪盗キッドとなる。
怪盗キッドとして活動していたある日、快斗は自分を「黒羽盗一」と呼ぶ組織と遭遇し、彼らこそが父の仇だと確信する。その組織が求めるのは不老不死が得られるという伝説のビッグジュエル・パンドラ。快斗はその野望を阻止すべく、組織より先にパンドラを見つけ出して、破壊することを決意する。

## 作品構造
作者・青山剛昌の代表作『名探偵コナン』に怪盗キッドが登場した（スピンオフ作品）ことにより広く知られることとなったが、連載開始は本作の方が古く、作者の初連載作品でもある。また、1987年の初出以前に原型作品『さりげなくルパン』が存在する。
本作は、現実的な世界を追求している『コナン』にくらべコミカルな世界観なため、非現実的なトリックを使ったり、魔法が存在する。しかし、「謎の組織」、「主人公が正体を偽り世間一般に秘密にしている」、「主人公の元の容姿や声が似ている」など両作には共通（類似）の設定が多数あり、作者によれば、この設定には何か理由がある様子。また、主人公・怪盗キッドに対する印象も両作品の間で印象が異なり、『コナン』におけるキッドはクールさが強調されている。
増刊号連載期は単にコミカルな怪盗ものといった雰囲気であったが、盗一の仇である組織が登場して以降、快斗の盗みの目的が明確化したこともあり若干趣が変わっている。コミカルな世界観であることに変わりはないものの、組織の影がちらついたり、父の過去にまつわるエピソードがあったりと以前にはなかったシリアスさが加わるようになり、初期のように特に意味もなくキッドに変身したり、正体露見の可能性のある学校や青子の前で快斗がキッドに扮することはなくなった。
初期の各話サブタイトルには、有名映画のタイトルをもじったものが使用されていたが、「パンドラ」の設定登場後は、各話でキッドがターゲットとしたビッグジュエルの名（これらビッグジュエルの名には大抵「色」の名称が入る）がそのままサブタイトルに使用されることとなった（「怪盗淑女（ファントム・レディ）」は、初代キッドが初めて盗んだ宝石＝怪盗淑女、という設定）。初期は1話完結だったが、最近のエピソードは前後編の2話構成や前中後編の3話構成となっている。

### 原型
本作の原型として、読切作品『さりげなくルパン』がある。この作品では、学校からテスト問題を盗み出す問題児流犯快斗（るぱん かいと）と、探偵部をやっている刑事の娘宝陸葵子（ほーむず あおこ）が登場する。雑誌掲載が一切なかった作品で、少年サンデーブックス「青山剛昌短編集 4番サード」で初めて日の目を見ることとなった。後に単行本5巻の巻末に収録。

## 怪盗キッド
変幻自在・神出鬼没の怪盗で、白馬探とはライバル関係。その正体は、高校生の黒羽快斗。そのクールなビジュアルかつキザな一面を持つことから、怪盗ながらもファンが大勢いる。

怪盗キッドのサイン

初代キッドは黒羽快斗の父・盗一で、快斗は二代目である。なお、快斗がキッドの名を襲名するまでの僅かな期間ではあるが、盗一の付き人である寺井黄之助がその名を騙って活動していたことがある。
「怪盗」の名の通り、犯行予告状を送りつけ、狙った獲物はあざやかな手口で盗み出す。主に宝石を専門に狙う。18年前のパリにて初めて出没、8年前に一旦動きを潜めたが、最近日本で活動を再開した。神出鬼没で大胆不敵、マジックと変装が得意で、何人もの声色を変声機なしで使うことができる。作中で表される英語表記は「Kid the phantom thief」であり、これをもじって他人がキッドに成りすました際には、「神が見捨てし仔の幻影」と名乗ったこともある。
『まじっく快斗』と『名探偵コナン』共通で、純白のシルクハットにマント、モノクルといった衣装を身に纏う。この衣装は元々初代キッドの盗一が自身のマジックショーで使う予定だったものを流用している。トランプを発射する拳銃・トランプ銃や、折りたたみ式のハンググライダー、催眠スプレー、そしてダミーの人形などの道具を駆使して獲物を狙う。『快斗』の本編では、これにさらにプラスしてアドバルーンやローラースケートやロープ、さらにオリジナルアイテムなど様々な物を使用する。作品内の一部では「快盗」の表記も使われている。
その犯行は劇場版第3作『世紀末の魔術師』時点での警察発表によると、件数は134件（うち15件は海外で、アメリカ・フランス・ドイツなど12ヶ国）、盗まれた宝石類は延べ152点、被害総額は387億2500万円に上る。
本来の名称は怪盗1412号であり、由来はどこかの警察的組織が極秘に彼につけたシークレットナンバー「1412」が外部に漏れ、そう呼ばれるようになったという。しかし、日本では各国の警察を子供のように手玉にとる怪盗1412号に興味をもった若手小説家（工藤優作）が新聞記者に殴り書きした1412をKID.と誤読したため、それが定着して「怪盗キッド」と呼ばれるようになった。マスコミからは「平成のルパン」や「月下の奇術師」とも呼ばれている。
その鮮やかな手口と優雅な振る舞いで一般人からは絶大な人気を誇り、キッドの予告の現場には大勢のキッドファンが集まることが多く、逆にアンチキッドの青子は若干浮き気味である。

## 登場人物
メインキャラクターたちの姓または名には、それぞれ「色」を表す漢字が入っている。ゲストの部分に記載されている数字は登場話数。『名探偵コナン』は以下『コナン』と表記する。
担当声優は各種メディアミックス作品での配役。特に記載がない場合は各メディアで共通の配役。

### 主要人物
黒羽 快斗（くろば かいと） / 怪盗キッド（かいとうキッド）
声 - 山口勝平
本作の主人公。二代目怪盗キッド。

中森 青子（なかもり あおこ）
声 - 岩居由希子（『コナン』第76話） / 高山みなみ（『コナン』第219話、『コナン』OVA） / 藤村歩（まじっく快斗） / M・A・O（まじっく快斗1412、劇場版『コナン』第27作）
本作のヒロイン。快斗の幼なじみ。一人称は「青子」だが、稀に「わたし」となる時もある。江古田高校2年生。年齢は初登場時16歳で、誕生日の話が描かれてからは17歳になる。9月生まれで、名前の「青子」は誕生石のサファイアから付けられた。キッドの正体が快斗だということは知らない。
警察官の父親がキッドをなかなか捕まえることができない上に、盗んだ宝石のほとんどをすぐに返却してしまう奇行などから、キッドのことは好きになれずにいるが、その憎めない行為から応援することもあるなど、微妙な感情を抱いている。
快斗とは互いに気になる存在ではあるものの、鈍感であるため、その自覚は薄いようである。また、スキーは下手だが、アイススケートが上手で魚料理が好きというのは快斗とは対照的である。
自分のことを話すとき「青子は〜」と自分の名前を一人称にしたり、すぐムキになったりする所があるなど、やや幼い面がある。初登場時の紅子やアン王女に見惚れるなど、美人には弱いようである。
『まじっく快斗1412』では家が快斗のお隣の設定。
名字の「中森」は中森明菜に由来する。
中森 銀三（なかもり ぎんぞう）
声 - 石塚運昇（『コナン』第76話 - 第888話、劇場版『コナン』第3作 - 第19作、まじっく快斗、まじっく快斗1412）→石井康嗣（『コナン』第983話 - 、劇場版『コナン』第23作 - ）
青子の父親。当初は港警察署に所属する警部で、後に警視庁刑事部捜査二課へ転属となる。年齢は41歳。
先代キッドの頃から、キッドを逮捕するため他の事件を蔑ろにしてまで追い続けている。本作においてはキッドを捕えるべく毎度気炎を吐くものの、結果的にいつも振り回されてしまうという負け役としての描かれ方が多い。アルセーヌ・ルパンのライバル「ガニマール警部」のような役回りとなっている。
『コナン』に初登場した際には、コナンより先にキッドの暗号を解くなど、刑事として優れた捜査力、推理力を披露している。
快斗とは顔なじみであるが、先代とは年齢が合わないため、キッドである可能性はほとんど考慮していない。妻は碧子。
未発表「ハスラーVSマジシャン」（単行本2巻）の原作では登場していたが、アニメ『まじっく快斗1412』の当該エピソードでは登場してない。逆に原作と不定期放送版では登場しなかったアニメ『まじっく快斗1412』第13話では冒頭の新年の挨拶（動画配信版ではカット）と物語の終盤で登場している。

### 快斗の家族・協力者
黒羽 盗一（くろば とういち）
声 - 池田秀一
快斗の父親で、初代怪盗キッド。世界的なマジシャンであり、10代の頃から世界中を飛び回り、弱冠20歳でFISM（マジック協会国際連合）でグランプリを獲得するほどの腕前だった。師匠は世界的マジシャンのジェームズ・ホッパー。
怪盗キッドとしての活動開始は18年前、パリで怪盗淑女こと後の妻・千影と出会ったことから始まる。彼女の犯行現場に突然現れ、公衆の面前で危機から救ったことにより、「怪盗淑女の存在を人々の記憶から消し去るほどの大怪盗になる」という理由でキッドになった。
謎の組織が狙っていた宝石に手を出したことから8年前のマジックショーの最中、事故に見せかけて暗殺されたとされている。ただし2015年に作者は読者からの質問に対し「殺されてねーし!!」と回答している。
自宅にはキッドとしての商売道具を保管している隠し部屋があり、快斗がこの存在に気づいたことが物語の発端となった。また、自分の正体を暗示するボイスメッセージも残していたが、『まじっく快斗1412』ではこの他にもマジシャンとしての心構えを説くメッセージがあり、快斗は毎回これを聴いてから仕事に臨んでいる。
『コナン』では20巻で名前を挙げられ、34巻にて彼らしき人物の後姿が回想され、55巻で初登場する。
キッドとしては工藤優作と対決し、互いにライバルと認めていた様子。マジシャンとしては、過去に女優の藤峰有希子（後に工藤有希子）とシャロン・ヴィンヤード（ベルモット）に変装術を教えたことがある。2024年に公開された劇場版『コナン』第27作『100万ドルの五稜星』では、現在も存命している事や優作が双子の弟であったことが判明。両親が離婚した際に、盗一は父方に、優作は母方に引き取られたとの事。
黒羽 千影（くろば ちかげ） / 怪盗淑女（ファントム・レディ）
声 - 富沢美智恵
快斗の母親。当初は名前がなかったが、アニメ化にあたり設定された。夫・盗一の死後、女手ひとつで快斗を育てている。
盗一がキッドになったきっかけを作った人物であり、快斗がキッドを継いだことを黙認し、見守っている。
原作では自宅で青子に快斗の弱点（魚）を教えるやりとりと快斗による隠し部屋の発見に気づく様子が描かれたのみだが、アニメでは快斗を家に残して海外で遊び歩いている様子が描かれている。
原作の「怪盗淑女」で24年ぶりに再登場した際には、大幅な作画変化により大きく容姿が変更され、人物設定もアニメに準拠している。
20年前までは、「昭和の女二十面相」とも謳われた女怪盗・怪盗淑女として活動し、お宝を悪用して荒稼ぎをする者達の妨害を行っていた。引退から2年後、自分の名を騙った予告状の存在を知り久々にパリで仕事をするが、それ自体が彼女を始末するための罠であり、その場に居合わせた盗一に助けられる。同時に求婚され、それを受け入れて結婚し現在に至る。このことはキッド襲名後の快斗にも明かしており、さらには自分が現役時代に処理しきれなかった仕事の後始末も押し付けている。
また、盗一によれば工藤有希子のエッセイのファンである。
寺井 黄之助（じい こうのすけ）
声 - 肝付兼太（『コナン』第219話） / 秋元羊介（『コナン』第356話） / 矢田耕司（まじっく快斗） / 羽佐間道夫（まじっく快斗1412、リアル脱出ゲーム） / 野島昭生（犯人の犯沢さん） / 陶山章央（青年時代：業火の向日葵）
怪盗キッドの助手を務める老人。61歳。普段は黒羽家の近所にあるプールバー、「ブルーパロット」のオーナー。快斗からは「ジイちゃん」と呼ばれている。
元は快斗の父・盗一の付き人であり、盗一の死後、犯人をおびき出して仇を討つため一時的に怪盗キッドの名を騙っていた。快斗が怪盗キッドとなる前の数件は彼によるもの。
ヘリコプターの操縦など様々な免許を取得しているらしく、情報収集、車での送迎やハンググライダーなどのツールの管理からトリックの助手まで、キッドのサポートを行う。若い頃は凄腕のハスラーだった。
『まじっく快斗』では登場後しばらくは姿を見せなかったが、1999年のNo.21「ブラック・スター」で11年ぶりに再登場する。アニメ『まじっく快斗1412』では原作での未登場の回にも快斗に道具を提供したり、助言や諫言をするなど、出番が大幅に増えている。
劇場版『コナン』第19作『業火の向日葵』では、彼の若かりし頃が描かれており、それがキッドが『ひまわり』を盗もうとした理由に深く関与している。また同作のオープニングにおいて、怪盗キッドと共にコナンの正体を知る者として解説されている。

### 警察関係者
- 中森銀三警部については、#主要人物を参照。
- 目暮十三警部と茶木神太郎については、#『名探偵コナン』を参照。

白馬警視総監（はくばけいしそうかん）
声 - 長嶝高士（まじっく快斗） / 福田信昭（まじっく快斗1412）
白馬探の父。警視総監。
『名探偵コナン』には登場しないが、探の口から父が警視総監であることは述べられている。
紺野刑事（こんのけいじ）
声 - 中谷一博（まじっく快斗）
アニメに数度登場する刑事。名前はアニメ『まじっく快斗』で判明。なお、快斗や青子の担任に、紺野エリカという同姓のキャラクターが存在するが、関係性は不明。
原作には『ブラック･スター（前後編）』のみ登場。
山吹刑事（やまぶきけいじ）
声 - 平井啓二（まじっく快斗）
アニメオリジナルの刑事。

### 江古田高校
白馬 探（はくば さぐる）
声 - 石田彰（『コナン』、まじっく快斗、犯人の犯沢さん） / 宮野真守（まじっく快斗1412）
身長180cm。体重65kg。A型。誕生日8月29日。1412では1997年生まれ。二つ名は「ロンドン帰りの高校生探偵」。
キッドを捕まえようとしている高校生探偵。父親は警視総監。時間には正確で、常に年に0,001秒しか狂わない懐中時計を所持している。非常にキザな性格。
事件解決時には、犯人に対して「なぜこんな事を…」と決めゼリフを放つ。現場ではシャーロック・ホームズの格好をしている。
イギリス在住だったが、ロンドンブリッジ・ハイスクールから快斗と同じ江古田高校へ転校、のちに再びイギリスへ帰る。「ダーク・ナイト」で帰国し、『名探偵コナン』の30巻では黄昏の館に招待されていたので、彼の日本不在時に、快斗と江戸川コナン（工藤新一）との遭遇が映画を除くと3回あったことになる。快斗は『コナン』55巻にも登場するが、白馬は再びイギリスに行っていたため、以後はそこから帰国しての登場となった。
犯行現場に残っていたキッドの毛髪の血液型・年齢鑑定と全国高校生のデータベースチェックで、キッドの正体が快斗であることを科学的に推定することになるが、キッドに成りすました紅子の介入によって幻惑され快斗の逮捕に失敗する。以降はあくまで『キッド』として捕まえるべく、事件が絡まないときは通常の同級生として接しているが、快斗＝キッドであるという前提で会話をしている（快斗はその都度「俺はキッドじゃねぇ」と否定している）。そのため、自分以外の人間に快斗が捕まることをよしとせず、自分が海外に出向いている間にピンチになっていた快斗に対してアドバイスを送っている。快斗も白馬の実力は認めており、白馬が関わっていない時には「スムーズすぎて張り合いがない」とまで口にしており、互いによきライバルとして認識している様子。
日本に滞在する間は、「ばあや」と呼んでいる執事・式部鹿紫子（しきべ かしこ）が運転手を務めている。このばあやとは別にもう一人おっとりした性格のばあやがいる。ワトソンという鷹を飼っている。
アニメ『まじっく快斗』では、世界最高峰の殺し屋であるスパイダーを追い日本に帰国した。江古田高校に転校した理由もスパイダーの活動がキッドのいる日本に集中すると予測してのことであり、第9話時点ではキッドにはそれほど興味を持っていない。
小泉 紅子（こいずみ あかこ）
声 - 林原めぐみ（『コナン』第219話、『コナン』OVA） / 沢城みゆき（まじっく快斗） / 喜多村英梨（まじっく快斗1412）
快斗の同級生で、怪しげな「赤魔術」という魔法を使う正真正銘の魔女。美貌であらゆる男を虜にしているが、世界で唯一自分の虜にならないキッドを自分の虜にすることに執念を燃やし、今では好意を持っている。
キッドの正体を知っている数少ない人物の1人であり、快斗が警察に捕まることをよしとせず、助けたこともあった。
キッド（快斗）を除いた2年B組の殆どの男子生徒が彼女に好意を持っており、クリスマスやホワイトデーなどのイベント時に大量のプレゼントをもらう、というパターンがアニメ『まじっく快斗』の中では定着している。魔女として活動しているときは、エジプトの女王を連想させるような服を着ている。執事の老人と2人暮らしだと思われる。
魔法を使う非現実的な世界のキャラクターであるため、作者は『名探偵コナン』の世界では紅子の魔法はないという事でお願いしますと発言している。
単行本収録のNG集では、魔女の衣装を着ることに彼女自身が異を唱えていたことが明かされている。
名字の「小泉」は小泉今日子に由来する。
桃井 恵子（ももい けいこ）
声 - 岩居由希子（『コナン』第219話） / 茅野愛衣（まじっく快斗） / 種﨑敦美（まじっく快斗1412）
快斗たちのクラスメイト。メガネを着用しており、茶髪でツインテールが特徴。青子とは親友で、快斗と青子の仲を茶化したりする。白馬や紅子など個性の強いクラスメイトにはついていけない様子で、青子とよくツッコミを入れている。
紺野 エリカ（こんの えりか）
声 - 進藤尚美（まじっく快斗） / 雪野五月（まじっく快斗1412）
快斗たちのクラスの数学教師。名前はアニメ『まじっく快斗1412』で初めて設定された。
スキー授業最終日では、抜き打ちで男女ペアでの仮装スキー大会開催を宣言した。
藤江（ふじえ）
声 - 三ツ矢雄二（まじっく快斗） / 浅沼晋太郎（まじっく快斗1412）
No.7「彼から手を引いて」（単行本第2巻）に登場。快斗のクラスメート。
他の男子の例に漏れず紅子に魅了されており、その想いを利用した快斗に頼まれ仮装スキー大会のペアを代わった。
麻生 圭二（あそう けいじ）
No.12「ゴースト・ゲーム」（単行本第2巻）に登場。江古田高校の生物教師。
アニメ『まじっく快斗』『まじっく快斗1412』には未登場で、『まじっく快斗1412』では、彼の役回りは紅子に変更された。

### キッド以外の怪盗
怪盗黒猫（かいとうシャノワール）
声 - 田中敦子（まじっく快斗） / 恒松あゆみ（まじっく快斗1412）
No.22「ゴールデン・アイ」に登場。
主にダン光石（ダン みついし）の「キャッツアイコレクション」を狙う怪盗として活動している。
怪盗としての姿は快斗に「喪に服しているかのような」と評される漆黒の衣装を身にまとっており、逃走手段としてパラグライダーを使用する。その手口は粗雑で、ダン光石の妻が身に着けていたキャッツアイの髪飾りを奪うために、彼女の髪を滅多切りにしたことさえある。
ルビィ・ジョーンズ
「怪盗黒猫」の正体。アメリカの保険会社の調査員。本人の発言から、名前は誕生石のルビーに由来する。
アメリカ人を装っていたが、青子の名前が誕生石のサファイアに由来することを知って「（私と）誕生日が近い」と発言したことから、快斗に実際はフランス人であることや、「怪盗黒猫」の正体であることを見破られた。
彼女の父親は宝飾デザイナーで、30年前にケン 光石（ケン みついし）の依頼を受け、マリー・アントワネットが身につけていたアクセサリーの模造品として7つの「キャッツアイコレクション」を作った。しかし、その出来栄えがあまりにも見事だったことから、それらをケン光石に本物として発表されそうになったため、職人としての良心からアントワネットを汚すその行為に抗議して自殺してしまう。そのため、ケン光石はやむなく「キャッツアイコレクション」を封印したが、ケンの息子であるダン光石がその封印を解いたため、残された遺書から父の遺志を酌んだ彼女は怪盗黒猫となり、コレクションが世間に出回らないように回収していた。
コレクション最後の1つである「ゴールデン・アイ」を盗むため、キッドを挑発して挑戦状をたたきつけるが、快斗の策略で偽物を掴まされ、敗北を喫する。だが、彼女の犯行理由と自分のキッドとしての目的が似通っていたことから、その気持ちを汲み取った快斗は本物の「ゴールデン・アイ」を彼女に返却する。目的を果たした彼女は、その際の会話からキッドの正体に気付き、快斗に感謝の言葉を残してフランスへ帰国した。

ナイトメア
声 - 飛田展男（まじっく快斗） / 浜田賢二（まじっく快斗1412）
No.23「ダーク・ナイト」に登場。黒い馬を象徴とする仮面を被った犯罪計画師「ナイトメア」として活動している。
世界各国の盗賊の弱みを握って脅し、無理矢理組んでは獲物の半分を報酬として奪った後で、「相棒」をことごとく地元警察によって逮捕させており、正体を見抜かれた場合は自分の手で射殺していた。
ジャック・コネリー
「ナイトメア」の正体。インターポールの捜査官。日本人の妻の影響で日本語が堪能である。その妻は3年前に病死したため、息子のケンタを日本の養護施設に預け、捜査官として世界中を飛び回っている。
「ナイトメア」としての行動動機はケンタの脳の手術費を稼ぐためだった。計画師としては優れた腕を持ち、犯行の手口や逃走経路を完璧に組み立てる。マジック好きで、黒羽盗一のファンだったことから、怪盗キッドの正体を半ば見抜いており、その付き人だった寺井の存在も知っている。だが、犯罪者としては素人であり、せっかく盗んだ財宝は安く買い叩かれてしまい、かといって獲物を独り占めすれば誰も手を組んでくれなくなるため、その目的はなかなか達成できずにいた。
ブラック・オパールが埋め込まれたイヤリング「暗黒の騎士（ダーク・ナイト）」を盗むため、キッドを脅して協力させるが、提供した警備体制の情報に食い違いがあったことから、快斗にその正体と目的を見抜かれてしまう。
全ての秘密を知られた彼は、合流地点でキッドを射殺しようと銃を向けるが、直後にジャックを追って現場へやって来たケンタの声に動揺して足を踏み外し、一度はキッドの手を掴むものの耐えきれずに転落死した。

怪盗淑女（ファントム・レディ）
初代怪盗キッドが活動していた時期の怪盗。詳しくは#黒羽千影を参照。
怪盗コルボー
No.25「真夜中の烏（ミッドナイト・クロウ）」に登場。
つい最近、ラスベガスで活動を開始した売り出し中の怪盗で、その衣装は色が真っ黒という事以外は怪盗キッドにそっくりであり、ハンググライダーまで装備されている。
コルボー（フランス語でカラスの意味）という名の通り、カラスをトレードマークとしており、黒い羽を犯行現場に残していくのが特徴である。
キッドがブラックダイヤモンド『真夜中の鴉』を狙うのと同時に日本に姿を現し、自分の生み出す奇跡を解明できなかったら怪盗を廃業するよう勝負を仕掛ける。
自称『黒羽盗一の兄弟弟子』であるが、寺井曰く「そのような人物は存在しない」。快斗と会話する際には盗一の姿に変装し、勝負が引き分けに終わったあとは姿を消した。『100万ドルの五稜星』にて、その正体が黒羽盗一本人である事が明かされた。
ハリー・根津（ねづ）
声 - 津嘉山正種（まじっく快斗1412）
No.25「真夜中の烏（ミッドナイト・クロウ）」に登場。
マジック破りの第一人者であり、世界各地で奇術を悪用して私腹を肥やしている連中に正義の鉄槌を下してきた凄腕。
今回は怪盗コルボーとその片手間でキッドを退治するために来日し、一度はキッドを敗退させることに成功した。
その実態はコルボーの変装のひとつである可能性がある。

### 謎の組織
かつて初代怪盗キッド（黒羽盗一）の命を奪った謎の組織。かなり規模が大きく、真の黒幕は「あのお方」と呼ばれる人物らしいが、正体は不明。また、『名探偵コナン』の「黒ずくめの組織」との関連も不明。
スネイク
声 - 大塚芳忠（まじっく快斗） / 小杉十郎太（まじっく快斗1412）
組織の一員。
組織の命で伝説の宝石「パンドラ」を探しており、それが存在するという「ビッグジュエル」を次々と狙う。
現在のキッドの正体が盗一の息子・快斗であることは知らない。
組織の任務には忠実だが、スパイダーのことは毛嫌いしている様子で、彼の作戦を妨害したこともある。スパイダーと比較すると詰めが甘く、快斗にあしらわれてしまうことも多い。
No.18「グリーンドリーム」（単行本3巻）では劇場内に忍び込んでいたが、アニメ『まじっく快斗1412』の当該エピソードでは未登場であった。
スネイクの上司
声 - 飯塚昭三（まじっく快斗） / 有本欽隆（まじっく快斗1412）
No.17「ブルーバースデー」に登場。
部下のスネイクからは「ボス」と呼ばれているが、彼自身は幹部の1人にすぎない。スネイクにキッドの暗殺とブルーバースデーの強奪を命じたが、キッドによってブルーバースデーの偽物を掴まされる。さらに、中森警部によって本物のブルーバースデーに発信機が付けられていたため、アジトを警察に包囲されてしまい、やむを得ずアジトを捨てて逃亡した。
スパイダー / ギュンター・フォン・ゴールドバーグ二世
声 - 浪川大輔（まじっく快斗）
アニメ『まじっく快斗』のオリジナルキャラクター。
「あのお方」が怪盗キッド抹殺のために差し向けた世界最高峰の殺し屋。表の顔は世界最高峰のイリュージョニストで、マジックショーを開催している。
容姿は金髪の美男子だが、本性を現すと目に蜘蛛の刺繍の入った褐色の肌が顔を出す。白馬は表向きこそ怪盗キッドを捕まえるために日本に帰国したことになっているが、実際はこのスパイダーを追っていた。
ただ殺すだけではなく、そのイリュージョンの腕を生かして、快斗や白馬だけではなく、魔術の専門家である紅子さえも見破れぬほど高度な幻覚を作り出し、彼らの内心に秘められた悪夢を再現して苦しめる。

### 郷津の組織
郷津（ごうつ）
声 - 池田勝（まじっく快斗1412）
No.24「怪盗淑女（ファントム・レディ）」に登場。
贋作売買詐欺の元締め。かつて怪盗淑女に商売を妨害され、アクシデントで片目を失った恨みから、彼女と関わりのあるキッドの動向をマークしていた。調査の末、「キッドを操っているのは中森警部で、青子が父の手伝いをしている」という誤った推理を導き出し、2人を罠にはめて爆殺しようとするが、あらかじめ中森に変装し潜入していた快斗の返り討ちに遭い、部下共々警察に逮捕された模様。
『名探偵コナン』に登場した関係者
該当エピソードが、『まじっく快斗1412』内でもアニメ化されたため、『まじっく快斗』のアニメにも登場している。
樽見 猪彦（たるみ ししひこ）
声 - 佐藤正治
郷津の弟子。華村と組んで坂本龍馬由来の品と偽った贋作を売りさばく同様の犯罪行為を働いていたが、怪盗淑女こと千影から証拠品を託された快斗によって悪事を暴かれ、中森に検挙された。
華村 政之輔（はなむら まさのすけ）
声 - 千田光男
樽見と組んでいた著名な鑑定士。

### 「ハスラーvs.マジシャン」の組織
蓮羅 通二郎（はすら つうじろう）
声 - 磯部勉（まじっく快斗1412）
初期未発表作品「ハスラーvs.マジシャン」に登場。名ハスラー。
かつて寺井と勝負し、寺井が愛用していた「伝説のキュー」を勝ち取った。
ボス
声 - 手塚秀彰（まじっく快斗1412）
初期未発表作品「ハスラーvs.マジシャン」に登場。

### 『名探偵コナン』
原作「ブラック・スターの巻」に登場したキャラクター
この回は、工藤新一との初対決を描いたコラボ回となっている。
工藤 新一（くどう しんいち）
声 - 山口勝平
原作、『まじっく快斗1412』において出演。
高校生探偵として名を馳せた少年で、江戸川コナンの真の姿。
その容姿は快斗に瓜二つだが、これは快斗と新一が従兄弟であるためである。
目暮警部（めぐれ）
声 - 茶風林
原作、『まじっく快斗1412』において出演。警視庁刑事部捜査一課の警部で、中森警部と同期。
その他の原作エピソードに登場したキャラクター
茶木 神太郎（ちゃき しんたろう）
声 - 田中信夫
『名探偵コナン』にて初登場し、後に原作・『まじっく快斗』『まじっく快斗1412』に登場。
警視庁刑事部捜査二課の警視。
鈴木 次郎吉（すずき じろきち）
声 - 富田耕生（まじっく快斗1412）
鈴木財閥の相談役。
とある理由からキッドを目の敵にし、『名探偵コナン』では様々な防犯装置を引っ提げてキッドに勝負を挑んでくる（『名探偵コナン』のキッド登場回の準レギュラーキャラクター）。
原作では、「真夜中の烏の巻」にて、警察にアドバイスする老人の候補として、鈴木相談役として名前が登場。実際にその事件にてアドバイスしていたのは、ハリー・根津であり事件に関わってはいなかった。
千間 降代（せんま ふるよ）
「グリーン・ドラゴンの巻」にて、白馬にティーマナーを教えた探偵として登場している。

アニメに登場したキャラクター
アニメ『まじっく快斗』およびアニメ『まじっく快斗1412』に登場したキャラクターたち。
アニメは、『名探偵コナン』のスタッフが多く関わっており、原作以上に『名探偵コナン』からのゲストが多い。
特に『まじっく快斗1412』は、「キッド・コナンの龍馬お宝イリュージョン」「KIDvsコナン 奇跡の空中歩行」「KIDvsコナン 月下の瞬間移動」と、『名探偵コナン』が原作のエピソードをアニメ化した話も多い（そのため、「キッド・コナンの龍馬お宝イリュージョン」に登場した郷津の関係者も厳密には『名探偵コナン』側のキャラクターということになる）。
上記の原作漫画に登場したキャラクターは省略する。
江戸川 コナン（えどがわ コナン）
声 - 高山みなみ
『名探偵コナン』での主人公。キッドのライバル。
アニメ『まじっく快斗1412』に登場。また、『まじっく快斗』においてもカメオ出演を果たしている。
原作漫画本編には登場してないが、原作漫画のおまけ漫画には登場したこたがある。
毛利 蘭（もうり らん）
声 - 山崎和佳奈
『名探偵コナン』でのヒロイン。『まじっく快斗1412』に登場。
毛利 小五郎（もうり こごろう）
声 - 小山力也
『まじっく快斗1412』に登場。蘭の父親。
鈴木 園子（すずき そのこ）
声 - 松井菜桜子
『まじっく快斗1412』に登場。怪盗キッドのファンのひとり。蘭の親友。
灰原 哀（はいばら あい）
声 - 林原めぐみ
『まじっく快斗1412』に登場。元「黒の組織」の一員。
吉田 歩美（よしだ あゆみ）、円谷 光彦（つぶらや みつひこ）、小嶋 元太（こじま げんた）
声 - なし
『まじっく快斗』においてカメオ出演。コナンや灰原を加えて「少年探偵団」を結成している。

## 原作の作品リスト
ここでは原作作品のリストを単行本（コミックス）の巻数、作品ナンバー、タイトル、アニメ化情報の順に記載する。なお、アニメ化の詳細については後節の『まじっく快斗（不定期放送）』および『まじっく快斗1412』 、『名探偵コナン』での客演を参照。
| 収録 巻数 | 作品 No. | タイトル                                   | ターゲット・目的                                                                      | アニメ化                                                                        |
| --------- | -------- | ------------------------------------------ | ------------------------------------------------------------------------------------- | ------------------------------------------------------------------------------- |
| 第1巻     | No.1     | 蘇る怪盗                                   | 怪盗キッドの正体を知ること                                                            | 『まじっく快斗』第1話 『まじっく快斗1412』第1話                                 |
| 第1巻     | No.2     | 警官がいっぱい                             | ヨーロッパ最大のダイヤ 「パリの太陽はいっぱい」                                       | 『まじっく快斗』第3話 『まじっく快斗1412』第15話                                |
| 第1巻     | No.3     | 時計仕掛けのハート                         | 御神博士の造ったロボットを破壊すること                                                |                                                                                 |
| 第1巻     | No.4     | 怪盗キッドの忙しい休日                     | 天使の王冠                                                                            | 『まじっく快斗』第2話 『まじっく快斗1412』第7話                                 |
| 第1巻     | No.5     | 海賊船浮上せず                             |                                                                                       |                                                                                 |
| 第1巻     | No.6     | 緋色の誘惑                                 | 美術館の宝石                                                                          | 『まじっく快斗』第4話 『まじっく快斗1412』第5話                                 |
| 第2巻     | No.7     | 彼から手をひいて                           |                                                                                       | 『まじっく快斗』第6話 『まじっく快斗1412』第13話                                |
| 第2巻     | No.8     | 日本一の無責任総理                         |                                                                                       |                                                                                 |
| 第2巻     | No.9     | わたしが主人だ                             | クレオパトラの化粧箱                                                                  |                                                                                 |
| 第2巻     | No.10    | 大人とわかってくれない                     | ラストエンペラーの金印                                                                | 『まじっく快斗』第4話 『まじっく快斗1412』第8話後半                             |
| 第2巻     | No.11    | ボールにかける少年                         | ヤクルト・長島一茂のホームランボール                                                  |                                                                                 |
| 第2巻     | No.12    | ゴースト・ゲーム                           | 江古田高校の幽霊の正体を暴くこと                                                      | 『まじっく快斗1412』第8話前半                                                   |
| 第2巻     | 未発表   | ハスラーvs.マジシャン                      | 寺井が奪われた「伝説のキュー」                                                        | 『まじっく快斗1412』第3話                                                       |
| 第3巻     | No.13    | スターウォーズ                             | 東風デパートのクリスマスツリーに 飾られた「ジャイアンツの星」                         | 『まじっく快斗1412』第12話                                                      |
| 第3巻     | No.14    | 名探偵登場!!                               | ペカソの名画 「アダムの微笑み」                                                       | 『まじっく快斗』第7話 『まじっく快斗1412』第4話前半                             |
| 第3巻     | No.15    | 眼下の怪盗                                 | 江古田美術館のブロンズ女神像                                                          | 『まじっく快斗』第7話 『まじっく快斗1412』第4話後半                             |
| 第3巻     | No.16    | 紅子の宅配便                               |                                                                                       | 『まじっく快斗』第9話                                                           |
| 第3巻     | 番外編   | 刃vs.快斗!                                 | 鉄家の宝刀                                                                            | 『名探偵コナン』OVA（2000年）                                                   |
| 第3巻     | No.17    | ブルーバースデー                           | ビッグジュエル・インド最大のサファイア 「ブルーバースデー」                           | 『まじっく快斗』第5話 『まじっく快斗1412』第2話                                 |
| 第3巻     | No.18    | グリーンドリーム                           | ビッグジュエル・世界最大のエメラルド 「グリーンドリーム」                             | 『まじっく快斗1412』第17話                                                      |
| 第4巻     | No.19    | クリスタル・マザー                         | ビッグジュエル・ヨーロッパ最大のトパーズ 「クリスタル・マザー」                       | 『名探偵コナン』OVA（2004年） 『まじっく快斗』第11話 『まじっく快斗1412』第14話 |
| 第4巻     | No.20    | レッド・ティアー                           | ビッグジュエル・世界最大のルビー 「赤い涙（レッド・ティアー）」                       | 『まじっく快斗』第8話 『まじっく快斗1412』第22話                                |
| 第4巻     | No.21    | ブラック・スター（前編）                   | 駅前の「古い時計台」                                                                  | 『名探偵コナン』第219話前半 『まじっく快斗1412』第6話                           |
| 第4巻     | No.21    | ブラック・スター（後編）                   | 駅前の「古い時計台」                                                                  | 『名探偵コナン』第219話前半 『まじっく快斗1412』第6話                           |
| 第4巻     | No.22    | ゴールデン・アイ（前編）                   | 黄金の猫目石の指輪 「ゴールデン・アイ」                                               | 『まじっく快斗』第10話 『まじっく快斗1412』第18話・第19話                       |
| 第4巻     | No.22    | ゴールデン・アイ（後編）                   | 黄金の猫目石の指輪 「ゴールデン・アイ」                                               | 『まじっく快斗』第10話 『まじっく快斗1412』第18話・第19話                       |
| 第4巻     | No.23    | ダーク・ナイト（前編）                     | ブラック・オパールのイヤリング 「暗黒の騎士（ダーク・ナイト）」                       | 『まじっく快斗』第12話 『まじっく快斗1412』第20話                               |
| 第4巻     | No.23    | ダーク・ナイト（後編）                     | ブラック・オパールのイヤリング 「暗黒の騎士（ダーク・ナイト）」                       | 『まじっく快斗』第12話 『まじっく快斗1412』第20話                               |
| 第5巻     | No.24    | 怪盗淑女（ファントム・レディ）（前編）     | 怪盗淑女（黒羽千影）を敵の罠から助けること                                            | 『まじっく快斗1412』第9話・第10話前半                                           |
| 第5巻     | No.24    | 怪盗淑女（ファントム・レディ）(後編)       | 怪盗淑女（黒羽千影）を敵の罠から助けること                                            | 『まじっく快斗1412』第9話・第10話前半                                           |
| 第5巻     | No.25    | 真夜中の烏（ミッドナイト・クロウ）（前編） | ビッグジュエル・世界最大のブラックダイヤモンド 「真夜中の烏（ミッドナイト・クロウ）」 | 『まじっく快斗1412』 第23話・第24話                                             |
| 第5巻     | No.25    | 真夜中の烏（ミッドナイト・クロウ）（中編） | ビッグジュエル・世界最大のブラックダイヤモンド 「真夜中の烏（ミッドナイト・クロウ）」 | 『まじっく快斗1412』 第23話・第24話                                             |
| 第5巻     | No.25    | 真夜中の烏（ミッドナイト・クロウ）（後編） | ビッグジュエル・世界最大のブラックダイヤモンド 「真夜中の烏（ミッドナイト・クロウ）」 | 『まじっく快斗1412』 第23話・第24話                                             |
| 第5巻     | No.26    | 日輪の後光（サン・ヘイロー）（前編）       |                                                                                       |                                                                                 |
| 第5巻     | No.26    | 日輪の後光（サン・ヘイロー）（中編）       |                                                                                       |                                                                                 |
| 第5巻     | No.26    | 日輪の後光（サン・ヘイロー）（後編）       |                                                                                       |                                                                                 |
| 第5巻     | 復刻読切 | さりげなくルパン                           |                                                                                       |                                                                                 |

## おまけのページ
単行本収録。ドラマ『まじっく快斗』を演じる役者たちの舞台裏を描く、いわゆる的な、本編のパラレルワールドネタ。"役者"たちの性格や設定も本編とは異なり、魚をイタズラに使う快斗や勝気でサバサバした性格の青子、気弱な紅子に関西弁の探などが登場する。第4巻には、コナン役の少年がケンタ・コネリー役で登場していた。各話ゲストキャラ"役"達の、意外なキャラクターとの一人二役が見られることから、スター・システム的な側面もある。なお、これをある程度成立させるためか、快斗と新一が競演している「ブラック・スター」では両者が同じ画面内に登場することはなく、登場しても顔が出ないようにされている。

## テレビアニメ

### 名探偵コナン第219話
2001年1月8日に放送された「集められた名探偵！工藤新一VS怪盗キッド」の前半パートとして、『まじっく快斗』第4巻に収録されている「ブラック・スター」がアニメ化された。声優は『コナン』のキャストが兼任している。ストーリーは原作に忠実だが、紅子が魔法を発動させるシーンはカットされた。ノーカット版は2023年現在、『まじっく快斗〜TREASURED EDITION〜4』同梱DVDの特別編集版「工藤新一VS怪盗キッド」でのみ観ることができる。

#### スタッフ（特別編集版「工藤新一VS怪盗キッド」）
以下は、原作による紅子が魔法を発動させるの追加シーンのスタッフ。他のスタッフは名探偵コナン (アニメ)、名探偵コナンのアニメエピソード一覧を参照。
- 監督・絵コンテ・演出 - 平野俊貴
- 作画監督・原画 - 大友健一
- 音響監督 - 浦上慶子
- 音響効果 - 横山亜紀

### まじっく快斗
アニメ『名探偵コナン』の枠にて不定期で放送されていたもの。
2010年、キッドがメインで登場する劇場版『名探偵コナン 天空の難破船』が公開されることから、その記念として本作単独でのアニメ化が決定。『天空の難破船』の公開日である4月17日に、アニマックスにて原作第1話「蘇る怪盗」がスペシャルアニメとして放送された。なお、この話は翌週4月24日のアニメ『名探偵コナン』枠内で、「怪盗キッド誕生の秘密」として一部再編集の上で放送されている。
従来における『コナン』へのゲスト出演時は大半のキャラクターの声優が『コナン』のキャラクターとの兼役だったが、これを機に一部の配役が変更されている（青子、寺井、紅子、恵子）。
2011年8月には「夏の怪盗キッド祭り」と称し、『名探偵コナン』の枠内で第1・2週に本作のエピソードを、第3・4週に『コナン』のキッドが登場するエピソードを放送した。本作のストーリーはその後も『コナン』の枠内で不定期放送され、冒頭部でコナンが簡単な説明を行うほか、本作の原作版には登場しなかった『コナン』のキャラクターもコナン本人を含め一部がゲスト出演している。また、オープニングテーマ前奏部分のナレーションも通常のコナンによるものからキッドによるものになっている。2012年8月にも同様に「夏の怪盗キッド祭り」が行われたが、こちらでの『コナン』のエピソードは、過去に放送された「怪盗キッドと四名画」の再放送となっている。
本作のアニメ化に関しては『コナン』本編と若干異なる点があり、原作通りのギャグシーンが多数見られるほか、『コナン』では死ぬ確率が高いようなシーンでも死なない場合がある。BGMには『まじっく快斗』オリジナルの曲が用いられている。
原作の作品発表から既に25年以上経過していることもあり、それに合わせた変更点・追加要素が存在する。また、基本的に原作のストーリーを基にはしているものの、アニメオリジナルの要素として一部エピソードでは新たな敵キャラである「スパイダー」との対決が追加されている。
なお、『コナン』が旧社名の「東京ムービー」名義で製作されていたのに対し、本作はアニメーション制作のクレジットにおいても「トムス・エンタテインメント」の名義を使用しているが、2011年8月より『まじっく快斗』原作のアニメ放送に伴い、『コナン』も「トムス・エンタテインメント」名義になった。
第11話「涙のクリスタル・マザー」以前に、2004年のOVA『名探偵コナン コナンとキッドとクリスタル・マザー』でアニメ化されているが、こちらは本編と設定が異なっているため、パラレルワールドである。

#### スタッフ
- 原作 - 青山剛昌
- 監督 - 平野俊貴
- シリーズ構成 - 宮下隼一
- キャラクターデザイン - 佐藤正樹（第1話） → 須藤昌朋、牟田清司（第2-12話）
- 美術監督 - 植田秀蔵（第1話） → 渡邊聡、植田秀蔵（第2-12話）
- 色彩設計 - 吉澤大輔（第1話） → 宮脇裕美（第2-12話）
- 撮影監督 - 柳田美和（第1話） → 野口龍生（第2-12話）
- 編集 - 田熊編集室（第1話） → 田熊純（第2-12話）
- 音響監督 - 長崎行男
- 音響効果 - 横山正和、横山亜紀
- 音楽 - 梅堀淳
- プロデューサー - 吉岡昌仁、浅井認（第1話） → 北田修一、浅井認、溝上猛（第2-8話） → 米倉功人、浅井認、溝上猛（第9-12話）
- チーフプロデューサー -（不在） → 諏訪道彦、石山桂一（第2-12話）
- アニメーション制作 - トムス・エンタテインメント（第1話） → TMS/V1 Studio（第2-12話）
- 製作 - まじっく快斗製作委員会（第1話） → ytv、小学館、トムス・エンタテインメント（第2-12話）

#### 主題歌
DVD版では、「君の涙にこんなに恋してる」を除きTV放送版とは別に新規で映像が作成されている。エンディングテーマの映像も新規で映像が作成されているが、ひとつしか作成されておらず、曲が変更された場合でも映像は2話から同じものがそのまま使用されている。
オープニング
|   | 曲名                     | 歌手        | 放送話                                     | 備考 |
| - | ------------------------ | ----------- | ------------------------------------------ | --- |
| 1 | As the Dew               | GARNET CROW | 第1話 （2010年4月24日）                    | 地上波以外ではテーマ曲が主題歌。（映像は数秒のタイトル表示のみ）地上波はアニマックスから1週遅れでの放送。 |
| 2 | Misty Mystery            | GARNET CROW | 第2話 - 第6話 （2011年8月6日 - 12月24日）  | |
| 3 | 君の涙にこんなに恋してる | なついろ    | 第7話 - 第12話 （2012年8月4日 - 12月29日） | |

エンディング
|   | 曲名                   | 歌手                 | 放送話                                     | 備考                                                                      |
| - | ---------------------- | -------------------- | ------------------------------------------ | ------------------------------------------------------------------------- |
| 1 | Hello Mr. my yesterday | Hundred Percent Free | 第1話 （2010年4月24日）                    | 地上波以外ではテーマ曲が主題歌。地上波はアニマックスから1週遅れでの放送。 |
| 2 | ピルグリム             | B'z                  | 第2話・第3話 （2011年8月6日・8月13日）     | 「夏の怪盗キッド祭り」期間での放送。                                      |
| 3 | Your Best Friend       | 倉木麻衣             | 第4話 - 第6話 （2011年9月24日 - 12月24日） |                                                                           |
| 4 | 恋に恋して             | 倉木麻衣             | 第7話 - 第12話 （2012年8月4日 - 12月29日） |                                                                           |

#### 各話リスト
原作のストーリーに加えて、アニメオリジナル要素である「スパイダー」との対決が追加されているエピソードには原作欄に“アニメオリジナル”を付記している（※この他のエピソードでも原作のストーリーや設定からの一部変更箇所は存在する）。なお、放送日は第1話のみアニマックスで放送された日付で、その他は日本テレビ系列を基準とする。
| 話数   | 放送日         | サブタイトル                   | 脚本     | 絵コンテ        | 演出                               | 作画監督                  | 原作                                                         | DVD収録巻 |
| ------ | -------------- | ------------------------------ | -------- | --------------- | ---------------------------------- | ------------------------- | ------------------------------------------------------------ | --------- |
| 第1話  | 2010年 4月17日 | 蘇る怪盗                       | 宮下隼一 | 平野俊貴        | さんぺい聖                         | 石川晋吾 小林利充         | 『まじっく快斗』No.1（第1巻）                                | 第1巻     |
| 第2話  | 2011年 8月6日  | 怪盗キッドの忙しいデート       | 宮下隼一 | 平野俊貴        | さんぺい聖                         | 石川晋吾                  | 『まじっく快斗』No.4（第1巻）                                | 第1巻     |
| 第3話  | 8月13日        | 王女様はマジックがお好き       | 吉永亜矢 | 岩永彰          | 岩永彰                             | ふくだのりゆき            | 『まじっく快斗』No.2（第1巻）                                | 第1巻     |
| 第4話  | 9月24日        | 魔女は涙をこぼさない           | 宮下隼一 | 平野俊貴        | 古谷田順久 さんぺい聖              | 石川真理子 ふくだのりゆき | 『まじっく快斗』No.6（第1巻） 『まじっく快斗』No.10（第2巻） | 第2巻     |
| 第5話  | 10月29日       | 運命のブルーバースデー         | 宮下隼一 | 平野俊貴 岩永彰 | 古谷田順久                         | ふくだのりゆき            | 『まじっく快斗』No.17（第3巻）                               | 第2巻     |
| 第6話  | 12月24日       | 聖夜（イブ）は恋するゲレンデで | 吉永亜矢 | 平野俊貴        | 古谷田順久                         | ふくだのりゆき            | 『まじっく快斗』No.7（第2巻）                                | 第2巻     |
| 第7話  | 2012年 8月4日  | 華麗なるライバルたち           | 宮下隼一 | 平野俊貴        | 古谷田順久                         | ふくだのりゆき            | 『まじっく快斗』No.14・No.15（第3巻） アニメオリジナル       | 第3巻     |
| 第8話  | 8月11日        | レッド・ティアーの秘密         | 吉永亜矢 | 宮繁之          | さんぺい聖                         | 相坂ナオキ 南伸一郎       | 『まじっく快斗』No.20（第4巻）                               | 第3巻     |
| 第9話  | 9月29日        | 魔女と探偵と怪盗と             | 吉永亜矢 | 平野俊貴        | 平野俊貴 ふくだのりゆき さんぺい聖 | ふくだのりゆき            | 『まじっく快斗』No.16（第3巻） アニメオリジナル              | 第3巻     |
| 第10話 | 11月3日        | 追憶のゴールデン・アイ         | 宮下隼一 | 佐野隆史        | 古谷田順久                         | 大友健一                  | 『まじっく快斗』No.22（第4巻）                               | 第4巻     |
| 第11話 | 12月22日       | 涙のクリスタル・マザー         | 吉永亜矢 | 加藤洋人        | 佐土原武之 古谷田順久 平野俊貴     | 大友健一                  | 『まじっく快斗』No.19（第4巻） アニメオリジナル              | 第4巻     |
| 第12話 | 12月29日       | ダーク・ナイトに愛の涙を       | 宮下隼一 | 平野俊貴        | 平野俊貴                           | ふくだのりゆき            | 『まじっく快斗』No.23（第4巻）                               | 第4巻     |

### まじっく快斗1412
『まじっく快斗1412』（まじっくかいといちよんいちに）のタイトルで、2014年10月4日から2015年3月28日までレギュラー放送が行われた。『名探偵コナン』のレギュラー放送の開始時刻である、毎週土曜日の18時より30分前である17時30分より放送された。第10話Bパートと第11話、第16話と第21話は『コナン』の怪盗キッド登場シーンを、キッド目線で描く内容となっている。物語の時系列は2014年以降に設定されており、スマートフォンやタブレット端末なども登場する。制作会社がこれまで関与してきたトムスエンタテインメントからA-1 Picturesになったほか、黒羽快斗・盗一・千影と中森警部および『コナン』の登場人物以外の配役はすべて変更されている。
第1話では「真夜中の烏（ミッドナイト・クロウ）」に登場する怪盗コルボーが、第23話と最終話に先駆けて登場している。『コナン』枠（トムス版）ですでにアニメ化された原作エピソードについても、再度新規に製作されている。また、エピソードの順序が変更されており、原作でビッグジュエルと無関係だった絵画や彫像など獲物の一部には「内部にビッグジュエルが隠されている」という設定が付与されている。
番組構成は、アバン→OP→提供クレジット→Aパート→CM→Bパート→ED→次回予告→CM→提供クレジットの順となっている。また、アバンはキッドがステージ上で口上を述べて物語の「幕が開き」、EDはキッドがステージ上で口上を述べて「幕が降りる」演出になっている。次回予告は基本的に快斗によるものであるが、第12話は中森青子、第14話は中森銀三、第18話では寺井黄之助が担当。また、第10話、第16話、第21話はコナンと、第22話は中森青子と共同で予告を担当した。

#### スタッフ（1412）
- 原作 - 青山剛昌
- 監督 - 工藤進
- 助監督 - ヤマトナオミチ
- キャラクターデザイン・総作画監督 - 緒方浩美
- 美術監督 - 市倉敬
- 色彩設計 - 吉村智恵
- 美術設定 - 高畠聡（第1話 - 第12話）、桑原悟
- プロップデザイン - 西澤千恵
- 撮影監督 - 岡﨑正春
- CG監督 - 福田陽
- 編集 - 坂本雅紀
- 音響監督 - 岩浪美和
- 音響効果 - 今野康之
- 録音調整 - 徳久智成
- 効果助手 - 中島勝大
- 録音助手 - 服部稜
- 音楽 - 岩崎琢
- 音楽プロデューサー - 外村敬一、清水博之
- 音楽制作 - アニプレックス
- 企画・チーフプロデューサー - 諏訪道彦、植田益朗
- プロデューサー - 永井幸治、落越友則
- アニメーションプロデューサー - 大松裕
- アニメーション制作 - A-1 Pictures
- 制作 - 読売テレビ（第1話 - 第12話）→ytv（第13話 - 第24話）、A-1 Pictures

#### 主題歌（1412）
オープニング
| 話数            | 曲名           | 作詞           | 作曲 編曲  | 歌手                  | レーベル           | 発売日         | オリコン最高位 | オリコン登場回数 |
| --------------- | -------------- | -------------- | ---------- | --------------------- | ------------------ | -------------- | -------------- | ---------------- |
| 第1話 - 第12話  | 君の待つ世界   | MIZUE 立山秋航 | 立山秋航   | LAGOON                | Sony Music Records | 2014年11月26日 | 30位           | 6回              |
| 第13話 - 第24話 | アイのシナリオ | HoneyWorks     | HoneyWorks | CHiCO with HoneyWorks | Music Ray'n        | 2015年2月4日   | 16位           | 13回             |

エンディング
| 話数            | 曲名           | 作詞     | 作曲 編曲       | 歌手            | レーベル                      | 発売日         | オリコン最高位 | オリコン登場回数 |
| --------------- | -------------- | -------- | --------------- | --------------- | ----------------------------- | -------------- | -------------- | ---------------- |
| 第1話 - 第12話  | WHITE of CRIME | 井上秋緒 | 浅倉大介        | REVALCY         | Sony Music Associated Recoeds | 2014年11月26日 | 63位           | 2回              |
| 第13話 - 第24話 | 恋の寿命       | 尾崎雄貴 | Galileo Galilei | Galileo Galilei | SME Records                   | 2015年3月11日  | 25位           | 3回              |

#### 各話リスト（1412）
放送日は日本テレビ系列を基準とする。
| 話数   | 放送日         | サブタイトル                                                     | 脚本     | 絵コンテ       | 演出           | 作画監督                                                               | 原作                                                              |
| ------ | -------------- | ---------------------------------------------------------------- | -------- | -------------- | -------------- | ---------------------------------------------------------------------- | ----------------------------------------------------------------- |
| 第1話  | 2014年 10月4日 | 蘇る怪盗KID                                                      | 大野敏哉 | 工藤進         | ヤマトナオミチ | 小澤円                                                                 | 『まじっく快斗』No.1（第1巻）                                     |
| 第2話  | 10月11日       | ブルーバースデイ                                                 | 大野敏哉 | 今井友紀子     | 今井友紀子     | 栗原優、竹本未希                                                       | 『まじっく快斗』No.17（第3巻）                                    |
| 第3話  | 10月18日       | ハスラーVSマジシャン                                             | 岡田邦彦 | 村田峻治       | 森義博         | 糸島雅彦、猿渡聖加、鎌田均 小林利充、謝宛倩                            | 『まじっく快斗』未発表（第2巻）                                   |
| 第4話  | 10月25日       | 名探偵は白日の下に                                               | 岡田邦彦 | 岩月甚         | 岩月甚         | Kim Hyoung ll、Park Jong Joon Kim Young Hoon                           | 『まじっく快斗』No.14・No.15（第3巻）                             |
| 第5話  | 11月1日        | 緋色の誘惑                                                       | 大野敏哉 | 福島宏之       | 関暁子         | 池内直子                                                               | 『まじっく快斗』No.6（第1巻）                                     |
| 第6話  | 11月8日        | ブラックスター                                                   | 大野敏哉 | ヤマトナオミチ | 飛田剛         | 清水祐実、福島豊明 栗原優、牧内ももこ                                  | 『まじっく快斗』No.21（第4巻）                                    |
| 第7話  | 11月15日       | 黒羽快斗の忙しい休日                                             | 大野敏哉 | 木村延景       | 木村延景       | 小澤円、生田目康裕                                                     | 『まじっく快斗』No.4（第1巻）                                     |
| 第8話  | 11月22日       | 大人のおまじない                                                 | 大野敏哉 | 福島宏之       | 安藤貴史       | 大沢美奈                                                               | 『まじっく快斗』No.12・No.10（第2巻）                             |
| 第9話  | 11月29日       | 怪盗淑女（ファントム・レディ）登場                               | 大野敏哉 | 今井友紀子     | 今井友紀子     | 栗原優、竹本未希                                                       | 『まじっく快斗』No.24（第5巻）                                    |
| 第10話 | 12月6日        | 怪盗淑女（ファントム・レディ）と龍馬のお宝                       | 大野敏哉 | ヤマトナオミチ | 岩月甚         | Park Jong Joon、Lee Min Gu                                             | 『まじっく快斗』No.24（第5巻） 『名探偵コナン』File.731（第70巻） |
| 第11話 | 12月13日       | キッド・コナンの龍馬お宝イリュージョン                           | 大野敏哉 | 関暁子         | 関暁子         | 池内直子                                                               | 『名探偵コナン』File.732・733（第70巻）                           |
| 第12話 | 12月27日       | 聖夜・二人の怪盗KID                                              | 岡田邦彦 | 福島宏之       | 森義博         | 糸島雅彦、猿渡聖加、梶浦紳一郎                                         | 『まじっく快斗』No.13（第3巻）                                    |
| 第13話 | 2015年 1月10日 | 彼から手を引いて                                                 | 岡田邦彦 | 西片康人       | 西片康人       | 清水祐実、福島豊明                                                     | 『まじっく快斗』No.7（第2巻）                                     |
| 第14話 | 1月17日        | クリスタル・マザー                                               | 岡田邦彦 | 田所修         | 石踊宏         | 大沢美奈                                                               | 『まじっく快斗』No.19（第4巻）                                    |
| 第15話 | 1月24日        | 王女と泥棒の即興劇（インプロブ）                                 | 岡田邦彦 | 福島宏之       | 飛田剛         | 生田目康裕、小澤円、服部憲知                                           | 『まじっく快斗』No.2（第1巻）                                     |
| 第16話 | 1月31日        | KIDvsコナン 奇跡の空中歩行                                       | 岡田邦彦 | ヤマトナオミチ | 下司泰弘       | 小野可奈子、竹本未希                                                   | 『名探偵コナン』File.453 - 456（第44巻）                          |
| 第17話 | 2月7日         | グリーンドリーム                                                 | 大野敏哉 | 今井友紀子     | 今井友紀子     | 伊藤香織、小野可奈子 Lee Min Goo、Jang Ho Won                          | 『まじっく快斗』No.18（第3巻）                                    |
| 第18話 | 2月14日        | ゴールデン・アイ（前編） 黒猫（シャノワール）の挑戦              | 岡田邦彦 | 福島宏之       | 森義博         | 糸島雅彦、猿渡聖加、木下由美子 小野可奈子、福島豊明、近藤圭一          | 『まじっく快斗』No.22（第4巻）                                    |
| 第19話 | 2月21日        | ゴールデン・アイ（後編） 決着KIDvs黒猫（シャノワール）           | 岡田邦彦 | 関暁子         | 関暁子         | 池内直子                                                               | 『まじっく快斗』No.22（第4巻）                                    |
| 第20話 | 2月28日        | ダーク・ナイト                                                   | 大野敏哉 | 木村延景       | 荻原露光       | 大沢美奈                                                               | 『まじっく快斗』No.23（第4巻）                                    |
| 第21話 | 3月7日         | KIDvsコナン 月下の瞬間移動                                       | 岡田邦彦 | 工藤進         | 工藤進         | 小野可奈子、清水祐実、服部憲知                                         | 『名探偵コナン』File.631 - 634（第61巻）                          |
| 第22話 | 3月14日        | レッド・ティアー                                                 | 岡田邦彦 | 今井友紀子     | 今井友紀子     | 福島豊明、小澤円                                                       | 『まじっく快斗』No.20（第4巻）                                    |
| 第23話 | 3月21日        | 真夜中の烏（ミッドナイト・クロウ）（前編） その名は怪盗コルボー! | 岡田邦彦 | ヤマトナオミチ | ヤマトナオミチ | 近藤圭一、小澤円、生田目康裕                                           | 『まじっく快斗』No.25（第5巻）                                    |
| 第24話 | 3月28日        | 真夜中の烏（ミッドナイト・クロウ）（後編） 激突!白か黒か!?       | 岡田邦彦 | 福島宏之       | 工藤進         | 小野可奈子、小澤円、中谷亜沙美 近藤圭一、柴田健児、生田目康裕 伊藤香織 | 『まじっく快斗』No.25（第5巻）                                    |

#### 放送局（1412）
| 放送期間                      | 放送時間                     | 放送局                                                         | 対象地域 | 備考                  |
| ----------------------------- | ---------------------------- | -------------------------------------------------------------- | -------- | --------------------- |
| 2014年10月4日 - 2015年3月28日 | 土曜 17:30 - 18:00           | 読売テレビ（製作局）ほか 日本テレビ系列（NNS）フルネット局28局 | 日本全国 |                       |
| 2014年10月5日 - 2015年3月29日 | 日曜 7:00 - 7:30             | テレビ大分                                                     | 大分県   | NNS/FNSクロスネット局 |
| 2015年3月31日 -               | 月曜 - 金曜 17:00 - 17:30    | アニマックス                                                   | 日本全国 | リピート放送あり      |
| 2021年1月8日 -                | 金曜 2:00 - 2:30（木曜深夜） | BS12 トゥエルビ                                                | 日本全国 | [ 35 ]                |

| 第一話放送年月日 - 最終話放送年月日 | 放送曜日 放送開始時間 - 放送終了時間 | 放送局名           | 備考                |
| ----------------------------------- | ------------------------------------ | ------------------ | ------------------- |
| 2014年10月13日 - 2015年4月6日       | 月曜 12:00 更新                      | GYAO!              | 全話最新話1週間無料 |
| 2014年10月20日 -                    |                                      | バンダイチャンネル |                     |

#### BD-BOX / DVD（1412）
BD-BOX
| 巻 | 発売日        | 収録話          | 規格品番   | 封入特典                                                                       |
| -- | ------------- | --------------- | ---------- | ------------------------------------------------------------------------------ |
| 1  | 2015年3月25日 | 第1話 - 第12話  | ANZX-49001 | 真夜中の烏（ミッドナイト・クロウ）下描きコミックス 特製ポストカード8枚組セット |
| 2  | 2015年6月24日 | 第13話 - 第24話 | ANZX-49002 | モノクル型ボイスキーホルダー                                                   |

DVD
| 巻 | 発売日         | 収録話          | 規格品番   |
| -- | -------------- | --------------- | ---------- |
| 1  | 2015年3月25日  | 第1話 - 第3話   | ANSB-49011 |
| 2  | 2015年4月22日  | 第4話 - 第6話   | ANSB-49012 |
| 3  | 2015年5月27日  | 第7話 - 第9話   | ANSB-49013 |
| 4  | 2015年6月24日  | 第10話 - 第12話 | ANSB-49014 |
| 5  | 2015年7月22日  | 第13話 - 第15話 | ANSB-49015 |
| 6  | 2015年8月26日  | 第16話 - 第18話 | ANSB-49016 |
| 7  | 2015年9月23日  | 第19話 - 第21話 | ANSB-49017 |
| 8  | 2015年10月28日 | 第22話 - 第24話 | ANSB-49018 |

## 『名探偵コナン』での客演
作者によれば、怪盗キッドの『名探偵コナン』への登場は、元々一度限りの「スペシャルゲスト」であったが、たびたび登場しては江戸川コナンと対決している。工藤新一と容姿や声がそっくりで、この設定は『名探偵コナン』初登場時（すれ違った毛利蘭が新一と間違う）や劇場版第3作『世紀末の魔術師』・第8作『銀翼の奇術師』・第14作『天空の難破船』・第19作『業火の向日葵』・第23作『紺青の拳』に活かされている。
なお、コナンの正体について劇場版では第3作『世紀末の魔術師』にて快斗がコナンと阿笠博士との通信を盗聴したことから把握しており（コナンも正体がばれていることを認識している）、第14作『天空の難破船』での行動はそれを前提としたものとなっている。テレビアニメ版でも正体に気づくシーンは無いものの、公式サイト内相関図において「コナンの正体を知っている」とされている。原作でもその通信傍受の場面自体はないものの、コナンの正体を知っていると思われる描写がある。また、中森警部は9度、白馬は3度『コナン』本編に登場し、中森は劇場版第3作『世紀末の魔術師』・第8作『銀翼の奇術師』・第10作『探偵たちの鎮魂歌』・第14作『天空の難破船』・クロスオーバー作品『ルパン三世VS名探偵コナン THE MOVIE』・第19作『業火の向日葵』・第23作『紺青の拳』にも出演している。
また、工藤新一と目暮警部も、『まじっく快斗』に1度登場している。この『ブラック・スター』のエピソードは、キッドがコナンになる前の新一との対決を回想するというもので、回想後にキッドがビッグジュエル「ブラック・スター」を盗み出すために飛び立つところで終わる。実際には新一と顔を合わせていないために両者は互いの存在を知らず、快斗も「すげーやばかったヤマ」と記憶しているに過ぎないが、その「ブラック・スター」をめぐる事件こそ、怪盗キッドが『コナン』に初登場したエピソードであり、快斗が工藤新一と関わった事件を回想した直後に江戸川コナンと初めて対面するという、運命的な出会いを果たしている。
『怪盗淑女（ファントム・レディ）』では、ラストシーンで千影が快斗へ自分の現役時代に処理しきれなかった仕事の後始末を押し付けており、その後始末の様子が『名探偵コナン』本編の「コナンキッドの龍馬お宝攻防戦」で描かれている。

### 原作
『名探偵コナン』の原作内で、「まじっく快斗」のキャラクターが登場するエピソードを以下に記す。「登場するキャラクター」は、テレビアニメ版『名探偵コナン』に基づく。
| 収録 巻数 | 作品 File. | タイトル                     | ターゲット・目的 | 登場する キャラクター                 | アニメ化                                                                |
| --------- | ---------- | ---------------------------- | --- | ------------------------------------- | ----------------------------------------------------------------------- |
| 第16巻    | File.156   | 邂逅                         | ビッグジュエル・黒真珠 「漆黒の星（ブラック・スター）」                                                                           | 黒羽快斗 中森銀三 中森青子            | 『名探偵コナン』第76話                                                  |
| 第16巻    | File.157   | 消滅                         | ビッグジュエル・黒真珠 「漆黒の星（ブラック・スター）」                                                                           | 黒羽快斗 中森銀三 中森青子            | 『名探偵コナン』第76話                                                  |
| 第16巻    | File.158   | 気配                         | ビッグジュエル・黒真珠 「漆黒の星（ブラック・スター）」                                                                           | 黒羽快斗 中森銀三 中森青子            | 『名探偵コナン』第76話                                                  |
| 第16巻    | File.159   | 終極                         | ビッグジュエル・黒真珠 「漆黒の星（ブラック・スター）」                                                                           | 黒羽快斗 中森銀三 中森青子            | 『名探偵コナン』第76話                                                  |
| 第20巻    | File.192   | 逃げろ!                      | 死んだはずの人物の調査 | 黒羽快斗 黒羽盗一                     | 『名探偵コナン』第132話 - 第134話                                       |
| 第20巻    | File.193   | 雪原の中で…                  | 死んだはずの人物の調査 | 黒羽快斗 黒羽盗一                     | 『名探偵コナン』第132話 - 第134話                                       |
| 第20巻    | File.194   | 怪しい動き                   | 死んだはずの人物の調査 | 黒羽快斗 黒羽盗一                     | 『名探偵コナン』第132話 - 第134話                                       |
| 第20巻    | File.195   | 探索                         | 死んだはずの人物の調査 | 黒羽快斗 黒羽盗一                     | 『名探偵コナン』第132話 - 第134話                                       |
| 第20巻    | File.196   | 発露                         | 死んだはずの人物の調査 | 黒羽快斗 黒羽盗一                     | 『名探偵コナン』第132話 - 第134話                                       |
| 第30巻    | File.299   | 糾合                         | 「黄昏の館」の財宝 | 黒羽快斗 白馬探                       | 『名探偵コナン』第219話後半                                             |
| 第30巻    | File.300   | 惨劇（トラジディ）           | 「黄昏の館」の財宝 | 黒羽快斗 白馬探                       | 『名探偵コナン』第219話後半                                             |
| 第30巻    | File.301   | 密殺                         | 「黄昏の館」の財宝 | 黒羽快斗 白馬探                       | 『名探偵コナン』第219話後半                                             |
| 第30巻    | File.302   | 誑欺（スティング）           | 「黄昏の館」の財宝 | 黒羽快斗 白馬探                       | 『名探偵コナン』第219話後半                                             |
| 第44巻    | File.453   | 奇蹟                         | ビッグジュエル・アクアマリン 「大海の奇跡（ブルー・ワンダー）」                                                                   | 黒羽快斗 中森銀三 寺井黄之助          | 『名探偵コナン』第356話 『まじっく快斗1412』第16話                      |
| 第44巻    | File.454   | 驚愕                         | ビッグジュエル・アクアマリン 「大海の奇跡（ブルー・ワンダー）」                                                                   | 黒羽快斗 中森銀三 寺井黄之助          | 『名探偵コナン』第356話 『まじっく快斗1412』第16話                      |
| 第44巻    | File.455   | 戦慄                         | ビッグジュエル・アクアマリン 「大海の奇跡（ブルー・ワンダー）」                                                                   | 黒羽快斗 中森銀三 寺井黄之助          | 『名探偵コナン』第356話 『まじっく快斗1412』第16話                      |
| 第44巻    | File.456   | 脱出                         | ビッグジュエル・アクアマリン 「大海の奇跡（ブルー・ワンダー）」                                                                   | 黒羽快斗 中森銀三 寺井黄之助          | 『名探偵コナン』第356話 『まじっく快斗1412』第16話                      |
| 第46巻    | File.475   | 封印                         | 三水吉右衛門のカラクリ屋敷に隠された 仁王の石（ダイヤモンド）                                                                     | 黒羽快斗                              | 『名探偵コナン』第394話 - 第396話                                       |
| 第46巻    | File.476   | 絡繰                         | 三水吉右衛門のカラクリ屋敷に隠された 仁王の石（ダイヤモンド）                                                                     | 黒羽快斗                              | 『名探偵コナン』第394話 - 第396話                                       |
| 第46巻    | File.477   | 神器                         | 三水吉右衛門のカラクリ屋敷に隠された 仁王の石（ダイヤモンド）                                                                     | 黒羽快斗                              | 『名探偵コナン』第394話 - 第396話                                       |
| 第46巻    | File.478   | 不滅                         | 三水吉右衛門のカラクリ屋敷に隠された 仁王の石（ダイヤモンド）                                                                     | 黒羽快斗                              | 『名探偵コナン』第394話 - 第396話                                       |
| 第53巻    | File.544   | 紅蓮                         | 絵画「青嵐」 | 黒羽快斗 中森銀三                     | 『名探偵コナン』第469話・第470話                                        |
| 第53巻    | File.545   | 金色                         | 絵画「青嵐」 | 黒羽快斗 中森銀三                     | 『名探偵コナン』第469話・第470話                                        |
| 第53巻    | File.546   | 青嵐                         | 絵画「青嵐」 | 黒羽快斗 中森銀三                     | 『名探偵コナン』第469話・第470話                                        |
| 第53巻    | File.547   | 純白                         | 絵画「青嵐」 | 黒羽快斗 中森銀三                     | 『名探偵コナン』第469話・第470話                                        |
| 第54巻    | File.562   | 東の高校生探偵               | なし | 黒羽快斗 白馬探                       | 『名探偵コナン』第479話                                                 |
| 第54巻    | File.563   | 探偵甲子園                   | なし | 黒羽快斗 白馬探                       | 『名探偵コナン』第479話                                                 |
| 第54巻    | File.564   | 密室証明                     | なし | 黒羽快斗 白馬探                       | 『名探偵コナン』第479話                                                 |
| 第55巻    | File.565   | 探偵たちの名推理             | なし | 黒羽快斗 白馬探                       | 『名探偵コナン』第479話                                                 |
| 第55巻    | File.566   | 熱血探偵                     | なし | 黒羽快斗 白馬探                       | 『名探偵コナン』第479話                                                 |
| 第55巻    | File.570   | 月下                         | 工藤優作への挑戦 | 黒羽快斗 黒羽盗一                     | 『名探偵コナン』第472話・第473話                                        |
| 第55巻    | File.571   | 黎明                         | 工藤優作への挑戦 | 黒羽快斗 黒羽盗一                     | 『名探偵コナン』第472話・第473話                                        |
| 第55巻    | File.572   | 白昼                         | 工藤優作への挑戦 | 黒羽快斗 黒羽盗一                     | 『名探偵コナン』第472話・第473話                                        |
| 第55巻    | File.573   | 落日                         | 工藤優作への挑戦 | 黒羽快斗 黒羽盗一                     | 『名探偵コナン』第472話・第473話                                        |
| 第61巻    | File.631   | 紫紅の爪（パープル・ネイル） | 伝説のミュールにつけられたアメジスト 「紫紅の爪（パープル・ネイル）」                                                             | 黒羽快斗 中森銀三 寺井黄之助          | 『名探偵コナン』第515話 『まじっく快斗1412』第21話                      |
| 第61巻    | File.632   | 瞬間移動                     | 伝説のミュールにつけられたアメジスト 「紫紅の爪（パープル・ネイル）」                                                             | 黒羽快斗 中森銀三 寺井黄之助          | 『名探偵コナン』第515話 『まじっく快斗1412』第21話                      |
| 第61巻    | File.633   | 3つのタブー                  | 伝説のミュールにつけられたアメジスト 「紫紅の爪（パープル・ネイル）」                                                             | 黒羽快斗 中森銀三 寺井黄之助          | 『名探偵コナン』第515話 『まじっく快斗1412』第21話                      |
| 第61巻    | File.634   | Zero                         | 伝説のミュールにつけられたアメジスト 「紫紅の爪（パープル・ネイル）」                                                             | 黒羽快斗 中森銀三 寺井黄之助          | 『名探偵コナン』第515話 『まじっく快斗1412』第21話                      |
| 第64巻    | File.674   | 鉄狸                         | 大金庫「鉄狸」の中身 | 黒羽快斗 中森銀三                     | 『名探偵コナン』第537話・第538話                                        |
| 第65巻    | File.675   | 潜伏                         | 大金庫「鉄狸」の中身 | 黒羽快斗 中森銀三                     | 『名探偵コナン』第537話・第538話                                        |
| 第65巻    | File.676   | 解錠                         | 大金庫「鉄狸」の中身 | 黒羽快斗 中森銀三                     | 『名探偵コナン』第537話・第538話                                        |
| 第68巻    | File.712   | 青龍                         | ビッグジュエル・古代の琥珀 「麒麟の角」                                                                                           | 黒羽快斗 中森銀三                     | 『名探偵コナン』第585話後半 - 第587話                                   |
| 第68巻    | File.713   | 朱雀                         | ビッグジュエル・古代の琥珀 「麒麟の角」                                                                                           | 黒羽快斗 中森銀三                     | 『名探偵コナン』第585話後半 - 第587話                                   |
| 第68巻    | File.714   | 白虎                         | ビッグジュエル・古代の琥珀 「麒麟の角」                                                                                           | 黒羽快斗 中森銀三                     | 『名探偵コナン』第585話後半 - 第587話                                   |
| 第68巻    | File.715   | 玄武                         | ビッグジュエル・古代の琥珀 「麒麟の角」                                                                                           | 黒羽快斗 中森銀三                     | 『名探偵コナン』第585話後半 - 第587話                                   |
| 第70巻    | File.731   | 龍馬                         | 怪盗淑女（ファントム・レディ）が盗んだ 坂本龍馬ゆかりの品々の「返却」                                                             | 黒羽快斗 中森銀三 黒羽千影            | 『名探偵コナン』第627話・第628話 『まじっく快斗1412』第10話後半・第11話 |
| 第70巻    | File.732   | 突破                         | 怪盗淑女（ファントム・レディ）が盗んだ 坂本龍馬ゆかりの品々の「返却」                                                             | 黒羽快斗 中森銀三 黒羽千影            | 『名探偵コナン』第627話・第628話 『まじっく快斗1412』第10話後半・第11話 |
| 第70巻    | File.733   | 洗濯                         | 怪盗淑女（ファントム・レディ）が盗んだ 坂本龍馬ゆかりの品々の「返却」                                                             | 黒羽快斗 中森銀三 黒羽千影            | 『名探偵コナン』第627話・第628話 『まじっく快斗1412』第10話後半・第11話 |
| 第78巻    | File.818   | ミステリートレイン[発車]     | 鈴木次郎吉がレッド・ダイヤモンド 「赤面の人魚（ブラッシュマーメイド）」の 展示場所（次の挑戦の場）に 指定したベルツリー急行の下見 | 黒羽快斗 寺井黄之助                   | 『名探偵コナン』第701話 - 第704話                                       |
| 第78巻    | File.819   | ミステリートレイン[隧道]     | 鈴木次郎吉がレッド・ダイヤモンド 「赤面の人魚（ブラッシュマーメイド）」の 展示場所（次の挑戦の場）に 指定したベルツリー急行の下見 | 黒羽快斗 寺井黄之助                   | 『名探偵コナン』第701話 - 第704話                                       |
| 第78巻    | File.820   | ミステリートレイン[一等]     | 鈴木次郎吉がレッド・ダイヤモンド 「赤面の人魚（ブラッシュマーメイド）」の 展示場所（次の挑戦の場）に 指定したベルツリー急行の下見 | 黒羽快斗 寺井黄之助                   | 『名探偵コナン』第701話 - 第704話                                       |
| 第78巻    | File.821   | ミステリートレイン[交差]     | 鈴木次郎吉がレッド・ダイヤモンド 「赤面の人魚（ブラッシュマーメイド）」の 展示場所（次の挑戦の場）に 指定したベルツリー急行の下見 | 黒羽快斗 寺井黄之助                   | 『名探偵コナン』第701話 - 第704話                                       |
| 第78巻    | File.822   | ミステリートレイン[遮断]     | 鈴木次郎吉がレッド・ダイヤモンド 「赤面の人魚（ブラッシュマーメイド）」の 展示場所（次の挑戦の場）に 指定したベルツリー急行の下見 | 黒羽快斗 寺井黄之助                   | 『名探偵コナン』第701話 - 第704話                                       |
| 第78巻    | File.823   | ミステリートレイン[排煙]     | 鈴木次郎吉がレッド・ダイヤモンド 「赤面の人魚（ブラッシュマーメイド）」の 展示場所（次の挑戦の場）に 指定したベルツリー急行の下見 | 黒羽快斗 寺井黄之助                   | 『名探偵コナン』第701話 - 第704話                                       |
| 第78巻    | File.824   | ミステリートレイン[終点]     | 鈴木次郎吉がレッド・ダイヤモンド 「赤面の人魚（ブラッシュマーメイド）」の 展示場所（次の挑戦の場）に 指定したベルツリー急行の下見 | 黒羽快斗 寺井黄之助                   | 『名探偵コナン』第701話 - 第704話                                       |
| 第78巻    | File.828   | 泡沫                         | 鈴木次郎吉にレッド・ダイヤモンド 「赤面の人魚（ブラッシュマーメイド）」の 「真の価値」を伝えること                                | 黒羽快斗 中森銀三 中森青子 寺井黄之助 | 『名探偵コナン』第724話・第725話                                        |
| 第79巻    | File.829   | 擬態                         | 鈴木次郎吉にレッド・ダイヤモンド 「赤面の人魚（ブラッシュマーメイド）」の 「真の価値」を伝えること                                | 黒羽快斗 中森銀三 中森青子 寺井黄之助 | 『名探偵コナン』第724話・第725話                                        |
| 第79巻    | File.830   | 脱皮                         | 鈴木次郎吉にレッド・ダイヤモンド 「赤面の人魚（ブラッシュマーメイド）」の 「真の価値」を伝えること                                | 黒羽快斗 中森銀三 中森青子 寺井黄之助 | 『名探偵コナン』第724話・第725話                                        |
| 第82巻    | File.862   | 鉄壁                         | アレキサンドライト 「翠緑の皇帝（グリーン・エンペラー）」                                                                         | 黒羽快斗 中森銀三                     | 『名探偵コナン』第746話・第747話                                        |
| 第82巻    | File.863   | 暗転                         | アレキサンドライト 「翠緑の皇帝（グリーン・エンペラー）」                                                                         | 黒羽快斗 中森銀三                     | 『名探偵コナン』第746話・第747話                                        |
| 第82巻    | File.864   | 雌雄                         | アレキサンドライト 「翠緑の皇帝（グリーン・エンペラー）」                                                                         | 黒羽快斗 中森銀三                     | 『名探偵コナン』第746話・第747話                                        |
| 第91巻    | File.963   | 木神                         | 月長石 「月の記憶（ルナ・メモリア）」                                                                                             | 黒羽快斗 中森銀三                     | 『名探偵コナン』第887話・第888話                                        |
| 第91巻    | File.964   | 接近                         | 月長石 「月の記憶（ルナ・メモリア）」                                                                                             | 黒羽快斗 中森銀三                     | 『名探偵コナン』第887話・第888話                                        |
| 第91巻    | File.965   | 日記                         | 月長石 「月の記憶（ルナ・メモリア）」                                                                                             | 黒羽快斗 中森銀三                     | 『名探偵コナン』第887話・第888話                                        |
| 第96巻    | File.1018  | 氷中                         | ビッグジュエル・コンクパール 「妖精の唇（フェアリー・リップ）」                                                                   | 黒羽快斗 中森銀三                     | 『名探偵コナン』第983話・第984話                                        |
| 第96巻    | File.1019  | 入替                         | ビッグジュエル・コンクパール 「妖精の唇（フェアリー・リップ）」                                                                   | 黒羽快斗 中森銀三                     | 『名探偵コナン』第983話・第984話                                        |
| 第96巻    | File.1020  | 翻弄                         | ビッグジュエル・コンクパール 「妖精の唇（フェアリー・リップ）」                                                                   | 黒羽快斗 中森銀三                     | 『名探偵コナン』第983話・第984話                                        |
| 第96巻    | File.1021  | 遺品                         | ビッグジュエル・コンクパール 「妖精の唇（フェアリー・リップ）」                                                                   | 黒羽快斗 中森銀三                     | 『名探偵コナン』第983話・第984話                                        |
| 第99巻    | File.1058  | TVで推理ショー!?             | 食中毒で倒れたとされる工藤優作の助っ人                                                                                            | 黒羽快斗 中森銀三                     | 『名探偵コナン』第1071話・第1072話                                      |
| 第100巻   | File.1059  | ショーの打ち合わせ           | 食中毒で倒れたとされる工藤優作の助っ人                                                                                            | 黒羽快斗 中森銀三                     | 『名探偵コナン』第1071話・第1072話                                      |
| 第100巻   | File.1060  | ショーはこれから             | 食中毒で倒れたとされる工藤優作の助っ人                                                                                            | 黒羽快斗 中森銀三                     | 『名探偵コナン』第1071話・第1072話                                      |
| 第101巻   | File.1076  | 挑発                         | 「王妃の前髪（クイーンズ・バング）」                                                                                              | 黒羽快斗 中森銀三                     | 『名探偵コナン』第1105話・第1106話                                      |
| 第101巻   | File.1077  | 煙霧                         | 「王妃の前髪（クイーンズ・バング）」                                                                                              | 黒羽快斗 中森銀三                     | 『名探偵コナン』第1105話・第1106話                                      |
| 第101巻   | File.1078  | 再現                         | 「王妃の前髪（クイーンズ・バング）」                                                                                              | 黒羽快斗 中森銀三                     | 『名探偵コナン』第1105話・第1106話                                      |
| 第103巻   | File.1100  | 煙滅                         | 「海の魔女の水飛沫（セイレーン・スプラッシュ）」                                                                                  | 黒羽快斗 中森銀三                     | 未アニメ化                                                              |
| 第103巻   | File.1101  | 捜索                         | 「海の魔女の水飛沫（セイレーン・スプラッシュ）」                                                                                  | 黒羽快斗 中森銀三                     | 未アニメ化                                                              |
| 第103巻   | File.1102  | 表裏                         | 「海の魔女の水飛沫（セイレーン・スプラッシュ）」                                                                                  | 黒羽快斗 中森銀三                     | 未アニメ化                                                              |
| 第105巻   | File.1119  | 天空                         | 「青の玉座（アズール・スローン）」                                                                                                | 黒羽快斗 中森銀三 白馬探              | 未アニメ化                                                              |
| 第105巻   | File.1120  | 代役                         | 「青の玉座（アズール・スローン）」                                                                                                | 黒羽快斗 中森銀三 白馬探              | 未アニメ化                                                              |
| 第105巻   | File.1121  | 証明                         | 「青の玉座（アズール・スローン）」                                                                                                | 黒羽快斗 中森銀三 白馬探              | 未アニメ化                                                              |
| 第105巻   | File.1122  | 探偵                         | 「青の玉座（アズール・スローン）」                                                                                                | 黒羽快斗 中森銀三 白馬探              | 未アニメ化                                                              |

### 劇場版
| 映画タイトル                       | 公開日        | ターゲット・目的                                                 |
| ---------------------------------- | ------------- | ---------------------------------------------------------------- |
| 名探偵コナン 世紀末の魔術師        | 1999年4月17日 | ロマノフ王朝の秘宝「インペリアル・イースター・エッグ」           |
| 名探偵コナン 銀翼の奇術師          | 2004年4月17日 | スター・サファイア「運命の宝石」                                 |
| 名探偵コナン 探偵たちの鎮魂歌      | 2006年4月15日 | 爆弾犯の確保                                                     |
| 名探偵コナン 天空の難破船          | 2010年4月17日 | ビッグジュエル・ラピスラズリ 「天空の貴婦人（レディー・スカイ）｣ |
| ルパン三世VS名探偵コナン THE MOVIE | 2013年12月7日 | 月島の宝石店 自分の名を騙ったルパン三世への報復                  |
| 名探偵コナン 業火の向日葵          | 2015年4月18日 | ゴッホの絵画「ひまわり」                                         |
| 名探偵コナン 紺青の拳              | 2019年4月12日 | ブルー・サファイア「紺青の拳（こんじょうのフィスト）」           |
| 名探偵コナン 100万ドルの五稜星     | 2024年4月12日 | 土方歳三にまつわる日本刀                                         |

### OVA
以下の作品は週刊少年サンデーの『名探偵コナン応募者全員サービス』（非売品OVA）としてリリースされたものであるが、後に発売された『名探偵コナン SECRET FILE』シリーズに「KID in TRAP ISLAND」を除き収録されており、さらに「コナンVSキッドVSヤイバ宝刀争奪大決戦!!」は特別編集コミックス『まじっく快斗 〜TREASURED EDITION〜 3 （アニメDVD付）』にも収録されている。
| タイトル                                  | 販売年 | ターゲット                                      | 原作                            |
| ----------------------------------------- | ------ | ----------------------------------------------- | ------------------------------- |
| コナンVSキッドVSヤイバ宝刀争奪大決戦!!    | 2000年 | 原作の項目を参照                                | 『まじっく快斗』番外編（第3巻） |
| コナンとキッドとクリスタル・マザー        | 2004年 | 原作の項目を参照                                | 『まじっく快斗』No.19（第4巻）  |
| 消えたダイヤを追え! コナン・平次VSキッド! | 2006年 | 宝石泥棒が盗んだダイヤ                          | アニメオリジナル                |
| KID in TRAP ISLAND                        | 2010年 | ビッグジュエル・ダイヤモンド 「アルテミスの涙」 | アニメオリジナル                |

### ドラマ
テレビドラマ『工藤新一への挑戦状〜さよならまでの序章（プロローグ）〜』に登場している。なお、声はなく映像のみの出演である。

## 『YAIBA』との客演

### 原作（『YAIBA』との客演）
『週刊少年サンデー』30周年記念増刊号（1989年）に掲載され、単行本第3巻に「番外編」として収録。『YAIBA』の鉄刃と宝刀を巡り対決している（YAIBA第5巻 - 第6巻の夜に起きた事件である模様）。

### アニメ（『YAIBA』との客演）
『コナンVSキッドVSヤイバ 宝刀争奪大決戦!!』というタイトルでOVA化された。上記の原作を内包しながら、『コナン』視点で話が展開されるアレンジが加えられており、原作には登場しない『コナン』のキャラクターが多数登場する。週刊少年サンデーの応募者全員サービスで一時期販売されたのち、2006年に他の『コナン』OVA作品と共にDVD化され、一般にも入手可能となった。
しかし、OVA版は「コナンが見た夢」という設定なので、本作の登場により「コナンやキッドの世界は『YAIBA』とは別次元である」と強調されている。また、紅子の存在も否定されることとなるが、その後のアニメで登場している。

### 登場人物（『YAIBA』との客演）
キャスト

## 単行本
単行本の表紙では快斗がマジックを披露し、裏表紙で失敗する、というものになっている。

### 少年サンデーコミックス
- 青山剛昌『まじっく快斗』 小学館〈少年サンデーコミックス〉、既刊5巻（2017年7月18日現在）
  1. 1988年4月18日発売[40]、ISBN 4-09-122081-9
  2. 1988年10月18日発売[41]、ISBN 4-09-122082-7
  3. 1994年9月17日発売[42]、ISBN 4-09-122083-5
  4. 2007年2月16日発売[43]、ISBN 978-4-09-121005-0
  5. 2017年7月18日発売[44]、ISBN 978-4-09-127764-0

### 少年サンデーコミックススペシャル
- サンデーコミックス版に巻末インタビュー、アニメ『コナン』の資料、カラーページを追加収録したバージョン。1〜4巻は2011年に連続刊行されたが5巻はサンデーコミックス版と同時発売である。
- 青山剛昌『まじっく快斗 〜TREASURED EDITION〜』 小学館〈少年サンデーコミックス スペシャル〉、既刊5巻（2017年7月18日現在）
  1. 2011年8月5日発売[45]、ISBN 978-4-09-123276-2
    - アニメDVD付 ISBN 978-4-09-941723-9

  2. 2011年9月16日発売[46]、ISBN 978-4-09-123277-9
    - アニメDVD付 ISBN 978-4-09-941724-6

  3. 2011年11月18日発売[47]、ISBN 978-4-09-123317-2
    - アニメDVD付 ISBN 978-4-09-941727-7

  4. 2011年12月16日発売[48]、ISBN 978-4-09-123318-9
    - アニメDVD付 ISBN 978-4-09-941726-0

  5. 2017年7月18日発売[49]、ISBN 978-4-09-127769-5

### ノベライズ版
アニメ『まじっく快斗1412』のノベライズ版。
- 浜崎達也（著）、青山剛昌（原作）、大野敏哉（脚本）『まじっく快斗1412』 小学館〈小学館ジュニア文庫〉、全6巻
  1. 2014年12月17日発売[50]、ISBN 978-4-09-230789-6
  2. 2015年2月25日発売[51]、ISBN 978-4-09-230792-6
  3. 2015年3月25日発売[52]、ISBN 978-4-09-230813-8
  4. 2015年4月27日発売[53]、ISBN 978-4-09-230816-9
  5. 2015年5月27日発売[54]、ISBN 978-4-09-230821-3
  6. 2015年5月27日発売[55]、ISBN 978-4-09-230822-0

### 関連書籍
- 『名探偵コナン VS 怪盗キッド 完全版』 2004年4月2日 ISBN 4-09-179404-1
- 『名探偵コナン 対決怪盗キッド編―特別編集コミックス』 2004年4月5日 ISBN 4-09-127761-6
- 『名探偵コナン×まじっく快斗』 2010年3月26日 ISBN 978-4-09-122255-8
- 『名探偵コナンvs.怪盗キッド 特別編集コミックス』 2010年4月2日 ISBN 978-4-09-122254-1
- 『名探偵コナンvs.怪盗キッド 完全版 1』 2014年10月17日 ISBN 978-4-09-125542-6
- 『名探偵コナンvs.怪盗キッド 完全版 2』 2014年10月17日 ISBN 978-4-09-125543-3
- 『青山剛昌短編集 4番サード』 1999年12月15日 ISBN 4-09-121846-6（原型作品「さりげなくルパン」収録）